# マヌエル・ビドリオ
マヌエル・ビドリオ（Manuel Vidrio Solís、1972年8月23日 - ）は、メキシコの元サッカー選手。元メキシコ代表。ポジションはディフェンダー。

## 来歴
1993年にメキシコ代表デビュー。コパ・アメリカ1995などに出場したが、1996年以降は代表から外れた。2001年に代表復帰、コパ・アメリカ2001では5試合に出場し、準優勝した。2002 FIFAワールドカップでは全4試合に出場した。メキシコ代表で通算34試合に出場、1得点をあげた。

## 代表歴

### 出場大会
- メキシコ代表
  - 2002 FIFAワールドカップ

### 試合数
- 国際Aマッチ 34試合 1得点（1993年-2002年）[1]

| メキシコ代表 | 国際Aマッチ | 国際Aマッチ |
| 年           | 出場        | 得点        |
| ------------ | ----------- | ----------- |
| 1993         | 3           | 0           |
| 1994         | 1           | 0           |
| 1995         | 9           | 0           |
| 1996         | 0           | 0           |
| 1997         | 0           | 0           |
| 1998         | 0           | 0           |
| 1999         | 0           | 0           |
| 2000         | 0           | 0           |
| 2001         | 12          | 1           |
| 2002         | 9           | 0           |
| 通算         | 34          | 1           |